# KS Flamurtari Vlora

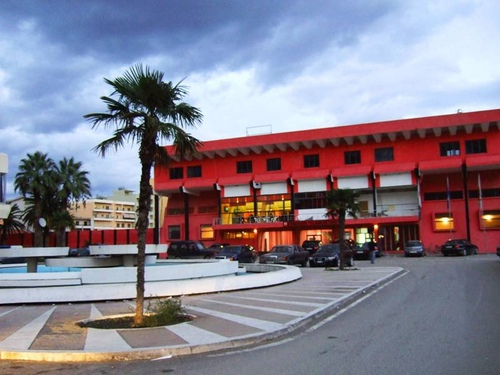
Stadion

KS Flamurtari Vlora ist ein albanischer Fußballverein aus Vlora. Der Verein spielt derzeit in der Kategoria Superiore, der höchsten albanischen Liga.

## Geschichte
1923 unter dem Namen SK Jeronim Vlora gegründet, 1930 unter SK Vlora, erhielt der Klub 1935 einen neuen Namen: Zehn Jahre lang hieß er KS Ismail Qemali Vlora nach dem Staatsgründer Ismail Qemali, ehe man sich am Kriegsende zum ersten Mal den heutigen Namen KS Flamurtari (deutsch: Sportklub Fahnenträger) gab. 1949 als Vlora, taufte der Verein sich 1950 in Puna Vlora (deutsch: Arbeit Vlora). Acht Jahre später erfolgte die nächste Umbenennung, als man sich wiederum den alten Namen SK Flamurtari gab, der bis heute Bestand hat. 1930 gehörte der Sportklub zu den Gründungsmitgliedern der ersten Meisterschaft.
Der Verein musste bis in die 1980er Jahre warten, ehe sich die ersten Erfolge einstellten. 1985 gelang gegen FK Partizani Tirana durch einen 2:1-Erfolg der erste Sieg im Albanischen Pokal, 1988 erfolgte mit einem 1:0 gegen denselben Gegner der zweite Triumph in diesem Wettbewerb. Daneben stehen noch acht weitere Finalteilnahmen, in denen der Klub jeweils unterlegen war. So zum Beispiel 1990 gegen KS Dinamo Tirana nach Elfmeterschießen. Da diese jedoch gleichzeitig Landesmeister wurden, spielte man im albanischen Supercup gegeneinander und Flamurtari holte sich den Titel.
Das national erfolgreichste Jahr für Flamurtari war 1991, als man den Landesmeistertitel holte und erst im Pokalfinale an Partizani Tirana im Elfmeterschießen scheiterte. Diese besiegte man jedoch im Supercup, so dass man dort den Titel verteidigte und zwei Trophäen mit nach Hause nehmen konnte. Seither wartet die in rot und schwarz auflaufende Mannschaft auf einen ähnlichen Erfolg und musste 2004 sogar den Gang in die zweite Liga antreten, aus der man 2006 wieder aufstieg.
An internationalen Vereinswettbewerben nahm Flamurtari insgesamt zehnmal teil. In der Saison 1987/88 erreichte man nach Erfolgen gegen FK Partizan Belgrad sowie gegen BSG Wismut Aue das Achtelfinale des UEFA-Pokals. Dort scheiterten die Albaner, wie im Jahr zuvor, gegen den FC Barcelona. Als einer der wenigen Vereine erreichte Flamurtari damit eine ausgeglichene Europapokal-Bilanz gegen die Katalanen (1 Sieg, 2 Unentschieden, 1 Niederlage).
Erst in der Saison 2011/12 überstand Flamurtari im Duell mit dem montenegrinischen Vertreter FK Budućnost Podgorica wieder eine Runde eines europäischen Wettbewerbs, scheiterte dann jedoch an FK BAUMIT Jablonec.
In der Saison 2019/20 wurde Flamurtari Zweitletzter und musste absteigen. Unter dem neuen portugiesischen Trainer Rui Sampaio spielte man nach dem Abstieg eine schwache Saison. Am Ende der Saison 2020/21 stieg der Verein in der Kategoria e dytë, die dritthöchste albanische Liga, ab. Der Klub scheiterte in der Relegation beim Elfmeterschießen gegen den KF Tërbuni Puka. Rui Sampaio verließ schlussendlich den Verein und neuer Trainer wurde Dritan Resuli. Nach vier Jahren in der Zweitklassigkeit gelang dann in der Spielzeit 2024/25 als Vizemeister die Rückkehr in die Kategoria Superiore.

## Stadion
Der Verein trägt seine Heimspiele im Stadiumi Flamurtari aus. Das Mehrzweckstadion bietet Platz für insgesamt 8.200 Zuschauer.

## Bekannte Spieler
- Ervin Skela (1992–1994) Jugend, (1994–1995) Spieler,
- Geri Çipi (1994–1998)
- Odise Roshi (2009–2011)
- Eric Veiga (seit 2025)

## Erfolge
- Albanischer Meister: 1991
- Albanischer Pokalsieger: 1985, 1988, 2009, 2014
- Albanischer Supercup-Sieger: 1990, 1991
- UEFA-Pokal: Achtelfinalist 1987/88

## Europapokalbilanz
| Saison  | Wettbewerb                    | Runde                  | Gegner              | Gesamt    | Hin     | Rück    |
| ------- | ----------------------------- | ---------------------- | ------------------- | --------- | ------- | ------- |
| 1985/86 | Europapokal der Pokalsieger   | 1. Runde               | HJK Helsinki        | 3:5       | 2:3 (A) | 1:2 (H) |
| 1986/87 | UEFA-Pokal                    | 1. Runde               | FC Barcelona        | (a)1:1(a) | 1:1 (H) | 0:0 (A) |
| 1987/88 | UEFA-Pokal                    | 1. Runde               | FK Partizan Belgrad | 3:2       | 2:0 (H) | 1:2 (A) |
| 1987/88 | UEFA-Pokal                    | 2. Runde               | FC Erzgebirge Aue   | 2:1       | 0:1 (A) | 2:0 (H) |
| 1987/88 | UEFA-Pokal                    | 3. Runde               | FC Barcelona        | 2:4       | 1:4 (A) | 1:0 (H) |
| 1988/89 | Europapokal der Pokalsieger   | 1. Runde               | Lech Posen          | 2:4       | 2:3 (H) | 0:1 (A) |
| 1990/91 | Europapokal der Pokalsieger   | 1. Runde               | Olympiakos Piräus   | 1:5       | 1:3 (A) | 0:2 (H) |
| 1991/92 | Europapokal der Landesmeister | 1. Runde               | IFK Göteborg        | (a)1:1(a) | 0:0 (A) | 1:1 (H) |
| 1996/97 | Europapokal der Pokalsieger   | Qualifikation          | Chemlon Humenné     | 0:3       | 0:1 (A) | 0:2 (H) |
| 2009/10 | UEFA Europa League            | 2. Qualifikationsrunde | FC Motherwell       | 2:8       | 1:0 (H) | 1:8 (A) |
| 2011/12 | UEFA Europa League            | 1. Qualifikationsrunde | Budućnost Podgorica | 4:3       | 3:1 (A) | 1:2 (H) |
| 2011/12 | UEFA Europa League            | 2. Qualifikationsrunde | FK BAUMIT Jablonec  | 1:7       | 0:2 (H) | 1:5 (A) |
| 2012/13 | UEFA Europa League            | 1. Qualifikationsrunde | Honvéd Budapest     | 0:3       | 0:1 (H) | 0:2 (A) |
| 2014/15 | UEFA Europa League            | 1. Qualifikationsrunde | Sioni Bolnissi      | (a)4:4(a) | 3:2 (A) | 1:2 (H) |
| 2014/15 | UEFA Europa League            | 2. Qualifikationsrunde | Petrolul Ploiești   | 1:5       | 0:2 (A) | 1:3 (H) |

Gesamtbilanz: 30 Spiele, 6 Siege, 4 Unentschieden, 20 Niederlagen, 27:56 Tore (Tordifferenz −29)